# Williamsoniaceae
Williamsoniaceae — родина голонасінних рослин вимерлого порядку бенетитів (Bennettitales) з надкласу саговникоподібних (Cycadophyta), що існувала впродовж тріасового, юрського та крейдового періодів.

## Опис
Вважається, що члени цієї родини були близько двох метрів заввишки, з широко зазубреними листям уздовж центрального стебла. Репродуктивні органи Williamsoniaceae у літописі скам'янілостей дуже відрізнялися, але було виявлено, що майже всі вони містяться на стеблах, що виходять із кільця листя.
Ця родина відрізняється від Cycadeoidaceae наявністю шишок, що залишають головну вісь, і бічних гілок, пов'язаних з довгою квітконіжкою, покритою приквітками. Деякі представники цієї родини розмножувалися спорангіями, а інші утворюють лише сім'язачатки або пилкові мішечки.

## Роди
- Zamites (часткове листя)
- Anomozamites (листя)
- Ischnophyton
- Pterophyllum (листя)
- Otozamites (листя)
- Wielandella
- Williamsonia (жіночі репродуктивні структури)
- Williamsoniella (двостатеві репродуктивні структури)
- Weltrichia (чоловічі репродуктивні структури)